# Vaudherland
Vaudherland is een gemeente in het Franse departement Val-d'Oise (regio Île-de-France) en telt 89 inwoners (2009). De plaats maakt deel uit van het arrondissement Sarcelles.

## Geografie
De oppervlakte van Vaudherland bedraagt 0,1 km², de bevolkingsdichtheid is dus 890 inwoners per km².
De onderstaande kaart toont de ligging van Vaudherland met de belangrijkste infrastructuur en aangrenzende gemeenten.

## Demografie
Onderstaande figuur toont het verloop van het inwonertal (bron: INSEE-tellingen).